# Трюфелевое масло

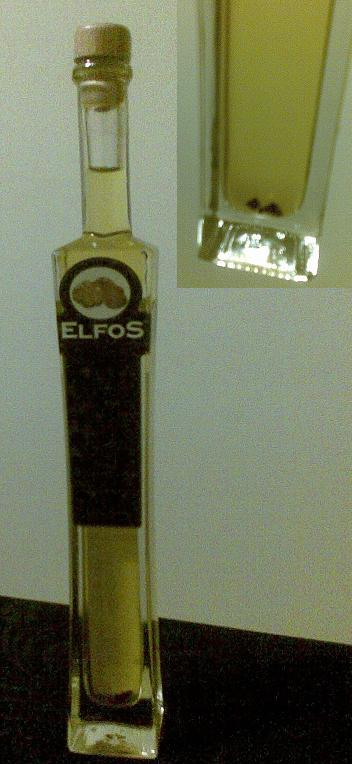
Трюфелевое масло (оливковое масло с перигорским чёрным трюфелем Tuber melanosporum).

Трюфелевое масло — приправа в современной кулинарии, используемая для придания блюду вкуса и аромата трюфелей. Подавляющая часть производимого трюфелевого масла делается не из трюфелей, а с синтетическим компонентом 2,4-дитиапентаном, основной ароматической составляющей, обнаруженной в настоящих трюфелях и вызывающей особый запах гриба. Более дорогие виды трюфелевого масла производятся с использованием трюфелей либо остатков их переработки. Однако запах и вкус настоящего трюфеля сложно перевести в масло. 
Трюфелевое масло популярно у кулинаров благодаря своей круглогодичной доступности и значительно меньшей цене, чем у реальных трюфелей. При этом масло имеет вкус и аромат, близкий к трюфелевому, хотя в настоящем грибе имеется и много других ароматических веществ. Появление трюфелевого масла вызвало сильное увеличение числа продуктов с заявленным трюфелевым вкусом, в то время как производство трюфелей в мире постоянно снижается. 

## История
Трюфели имеют долгую историю использования в кулинарии, поскольку они сезонные и требуют особого хранения и аккуратного использования, чтобы сохранить их богатые вкусы. 
Искусственные трюфельные масла начали производиться примерно в 1980-х годах, когда трюфели стали популярными на международном уровне. До этого, с 1756 года масло получалось путем настаивания оливкового масла на трюфелях.

## Скандалы
Несмотря на популярность, масло вызывает смешанные отзывы у шеф-поваров и критиков. Некоторые критики утверждают, что многие виды трюфельного масла на самом деле не содержат настоящих трюфелей, а вместо этого используют синтетические ароматизаторы. Это вызвало дебаты о качестве и ценности трюфельного масла.
В 2017 году был подан коллективный иск против Sabatino North America LLC, крупнейшего производителя трюфельных продуктов в Соединенных Штатах, с обвинением в использовании обманчивой маркировки, подразумевающей, что их трюфельные масла содержат черные или белые трюфели, хотя анализ ДНК подтвердил, что "трюфельное масло Sabatino не содержит вообще никаких трюфелей" 

## Использование в кулинарии
Для ароматизации блюд масло добавляют, когда прочие составляющие уже готовы, так как трюфелевое масло теряет свои свойства при термической обработке. Чаще всего его используют при приготовлении следующих блюд:
- крем-супы (особенно грибные или тыквенные);
- паста;
- ризотто;
- пицца.

Трюфелевое масло отлично сочетается с мясом, в отдельных случаях с рыбными продуктами, грибами, с большинством бобовых, а также с картофелем и тыквой.